# Грейс, Эмили
Эмили Грейс (Эмилия Львовна Казакевич, англ. Emily Randolph Grace; 1911—1986) — американо-советская исследовательница античности, филолог-классик, занималась вопросами положения рабов и неполноправных свободных в классической Греции. Доктор философии (Йель, 1949; кандидат наук, 1955), в 1953-84 работала в Институте всеобщей истории (до 1968 — Институт истории) АН СССР, с. н. с. с 1962 г.
Член Компартии США с 1936 года.

## Биография
Родилась в богатой семье нью-йоркского промышленника, в которой было шестеро детей, включая Virginia Grace.
Окончила с отличием Брин-Мор-колледж (бакалавр греческого B.A. cum laude, 1933), осталась там в кач-ве феллоу на академический 1933—1934 год и получила степень магистра M.A. греческого в 1934-м. В 1935 поступила в аспирантуру по классике Йеля.
В 1936—1937 гг. стажировалась в Американской школе классических исследований в Афинах. В 1936 году же её первый научный труд, написанный в соавторстве с Margaret Crosby, был опубликован Американским нумизматическим обществом. После этого вышла замуж за такого же как она марксиста В. Казакевича. Придерживалась левых взглядов, работала в различных изданиях левого толка.
Степень доктора философии получила в Йеле. Вместе с супругом (см. ниже) решила покинуть США (в 1950). В 1949 году получила советское гражданство. С 1953 года в Москве. В 1955 ей была присуждена степень кандидата наук. Публиковалась в «Вестнике древней истории», восточноевропейских научных изданиях Eirene, Klio. Тяжело переживая измену мужа, в сер. 1960-х пыталась покончить самоубийством. В 1977 г. посещала США для встречи с родными. С 1984 г. на пенсии. В 1985 году вернулась на родину и год спустя умерла. Неопубликованной осталась её книга «Граждане и неграждане в афинском праве классического периода». Глава из её неизданной монографии в рус. пер. И. Е. Сурикова публиковалась в ВДИ (2016, т. 76, № 3). С 1930-х она была знакома с М. Финли.
Супруг — экономист Владимир Казакевич (Vladimir D. Kazakévich), сын белоэмигранта и активист общества друзей СССР; попав под угрозу уголовного преследования в США, предпочел покинуть страну. Против него свидетельствовала Элизабет Бентли.